# 동관
동관(童貫, 1054년~1126년)은 북송 휘종 때의 환관이며, 자는 도부(道夫)이다. 어릴 때 환관 이헌(李憲)에 의해 길러졌고 황궁의 급사가 되었다.
휘종은 그림, 글씨 등 예술에 뛰어난 솜씨를 가졌고 예술에 관한 식견도 탁월했는데, 그 정도가 지나쳐서 나랏일에 소홀히 하여 훗날 금나라로 붙잡혀가는 비극을 키운 셈이 되었다. 휘종은 각종 예술품을 수집하기 위해 항주에 명금국이라는 정부 기관을 설치했으며 동관은 명금국에서 일하는 관리가 되었다. 동관은 같이 일하던 관리 채경과 무척 친한 사이가 되었다. 휘종은 자신의 예술품 수집 욕구를 만족시켜주는 동관을 아끼게 되어 조정으로 불러들였는데, 동관은 채경이 중앙 조정의 고관이 되도록 밀어준 뒤 서로 손을 잡고 환관과 대신들을 수족처럼 부리면서 조정의 권력을 잡았다. 동관은 송나라 서북변 지역군을 지휘하기도 했으며, 채경과 더불어 나라 안에서 권력의 절정을 누렸다.
1102년 응봉국(應奉局)을 쑤저우, 항저우에 설치하였다. 1105년, 전국 각지에서 기화요초를 수집하여 대궐을 장식하도록 한 '화석강'(花石綱)을 실행하고, 백성들에게서 강제로 빼앗아 수도 카이펑으로 실어오게 했다. 1121년 선화 3년 이 때문에 민심이 흉흉해지고 백성들의 불만이 커져 방랍이 반란을 일으키는 계기가 되었다.

## 금나라와의 동맹
동관은 1111년 요나라 9대 황제인 천조제 야율연희의 생일을 축하하는 사절로 중경 대정부에 갔다오던 중 요나라 관료 출신인 마식(馬植)의 헌책을 듣고 여진과 손을 잡아 요나라를 섬멸하고 연운 16주를 되찾을 계책을 세웠다. 이것이 실행에 옮겨져 마식이 금나라를 세운 완안아골타를 만난 때가 1120년이었는데, 아골타는 마식의 눈 앞에서 요나라의 수도 상경 임황부(上京臨潢府)를 단숨에 점령해 보였다. 이때 맺은 협정에서 금나라는 고북구(古北口)까지 점령하고, 송나라는 요나라의 남경 석진부(南京析津府), 즉 연경까지 점령하는 한편 연운 16주를 송나라가 차지하기로 약속했다. 이것이 해상의 맹이다.
그러나 강남 지역에서 방랍의 난이 일어나고 기세가 갈수록 커지자 동관은 손수 진압에 나섰으며, 이 때문에 금나라와 동시에 요나라를 공격한다는 계획은 제때 실행되지 못했다. 난이 진압된 후에야 동관은 병력을 거느리고 연경을 공격했지만 노구교에서 대패했다. 이후 요나라의 장군 고봉(高鳳)과 곽약사(郭葯師)가 연운 16주에 속하는 탁주(涿州)와 역주(易州)를 바치고 항복하자 이에 기운을 얻은 동관은 요나라가 애원하는 것을 무시하고 다시 20만 대군을 동원해 연경을 공격했다. 그러나 궁지에 몰린 요나라가 결사적으로 저항하여 송나라 대군은 전멸하다시피 하여 쫓겨났다.
이 소식을 들은 아골타는 송나라를 믿을 수 없다고 판단하여 금나라 군대를 보내 연경을 점령하고 연운 16주 중 태행산 동쪽 7주만 송나라에게 내주는 한편 연경에서 걷는 세금과 매년 거액의 돈과 비단을 금나라에게 바치도록 했다. 또 두 나라는 반란을 일으키거나 항복하는 자를 받아들이지 않기로 했다. 얻은 것보다 잃은 것이 많은 결과였으나 조정에는 연경을 되찾았다는 것만 크게 알려져 동관에게 왕 작위가 내려지기까지 했다.
그러나 평화는 오래 가지 않았다. 맹약이 맺어진 지 얼마 되지 않아 송나라가 금나라에 반란을 일으킨 영주사(領州事) 장각(張珏)이 송나라에 투항해 왔다. 송나라는 장각을 받아들였으나 맹약을 상기시키며 항의한 금나라의 위협에 의해 장각을 죽이고 장각의 목과 두 아들을 금나라로 보냈다. 또 하동로 선무사(河東路宣撫使) 담진(譚稹)이 금나라에 제공하기로 했던 군량의 양도를 거절하여 문제를 일으키자 휘종은 동관이 담진을 대신하게 했다.
또 송나라는 금나라의 눈을 피해 도주중인 천조제를 동관으로 하여금 맞아들이게 했는데, 이것이 금나라에게 알려지자 금나라는 동관에게 사신을 보내 천조제를 내놓으라고 했으나 동관은 전혀 모르는 척 했다. 사신이 계속 재촉하자 부하 장수에게 색목인의 머리를 대신 바치라고 지시했다. 이에 불안을 느낀 천조제는 몰래 빠져나와 도망가다가 이듬해인 1125년 금나라에 붙잡혔다. 송나라가 맹약을 거듭 어긴 것이 확인됨으로써 금나라는 송나라를 공격할 구실을 얻었다.
금나라는 송나라에 천조제의 생포를 알리는 한편 태원에 있던 동관에게 운중 지역의 할양을 요구했다. 동관은 갑작스런 사태에 어찌할 바를 몰라하다가 뒷일을 부하들에게 맡기고 혼자 개봉으로 돌아와 버렸다. 뒤이어 금나라가 대대적으로 중국을 공격해 들어오면서 북송의 몰락을 부르게 되었다.

## 몰락과 죽음
1126년 정월에 금나라 군대는 마침내 황하에 이르러 개봉을 위협하자 휘종은 흠종(欽宗)에게 양위하고는 동관 등을 거느리고 남경 응천부(南京應天府:오늘날의 중국 하남성 상구(商丘))로 피신했다. 2월에 송나라가 영토를 할양하는 조건으로 화의를 맺고 금군이 철수하는 가운데 동관이 휘종을 복위시키려 한다는 소문이 퍼지자 동관은 휘종과 함께 3월에 개봉으로 돌아왔으며, 돌아오자마자 조정 안팎으로 동관과 채경을 비난하는 여론이 들끓었다. 동관은 얼마 되지 않아 유배를 떠나야 했으며, 도중에 처형되고 동관의 머리는 개봉 한복판에 내걸렸다. 권력을 남용하고 휘종의 눈과 귀를 가린 그의 모습은 시내암의 소설 수호전에서도 그대로 반영되어 있다.